# セルイェ - セントレーリンツ線
セルイェ - セントレーリンツ線（ハンガリー語: Sellye–Szentlőrinc-vasútvonal）は、ハンガリー国鉄の鉄道線の名称である。路線番号は61。

## 運行形態
全て各駅停車で、2時間に1本の運行。ただし、午前中は4時間列車の運行されない時間帯がある。
2022年3月以前は、休日運休の列車があり、休日の午前中は5-6時間程度間隔が空いていた。

## 駅一覧
以下では、ハンガリー国鉄61号線の駅と営業キロ、停車列車、接続路線などを一覧表で示す。なお、全て各駅停車である。
| 路線名 | 駅名                               | 駅間営業キロ | 累計営業キロ | 接続路線                                                        | 所在地     | 所在地             |
| ------ | ---------------------------------- | ------------ | ------------ | --------------------------------------------------------------- | ---------- | ------------------ |
| 61     | セントレーリンツ駅                 | -            | 0            | 40号線（ブダペスト方面、ペーチ方面） 60号線（ソンバトヘイ方面） | バラニャ県 | セントレーリンツ郡 |
| 61     | キラーイェジハーザ・リゴープスタ駅 | 6            | 6            |                                                                 | バラニャ県 | セントレーリンツ郡 |
| 61     | ジェンジファ・マジャルメチケ駅     | 2            | 8            |                                                                 | バラニャ県 | セントレーリンツ郡 |
| 61     | シュモニ駅                         | 4            | 12           |                                                                 | バラニャ県 | セントレーリンツ郡 |
| 61     | オコラーグ・カーラースプスタ駅     | 5            | 17           |                                                                 | バラニャ県 | セルイェ郡         |
| 61     | カーキチ駅                         | 3            | 20           |                                                                 | バラニャ県 | セルイェ郡         |
| 61     | セルイェ駅                         | 4            | 24           |                                                                 | バラニャ県 | セルイェ郡         |